# Dolmen von Torup

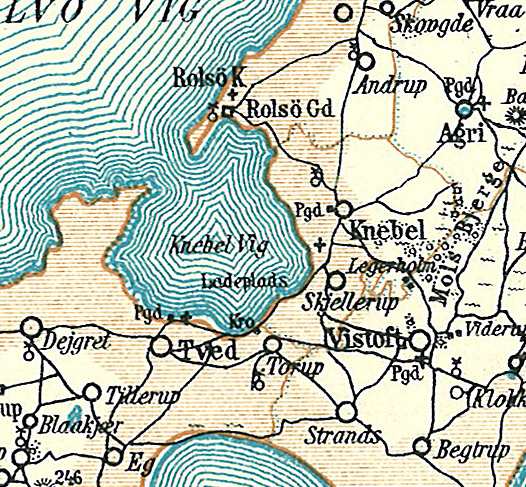
Lage

Der Dolmen von Torup (dänisch Torup Dysse auch Runddysse Tarup, bzw. Tårup, oder DKC 140509.25) ist ein ursprünglich sechseckiger Polygonaldolmen in einem Feld nahe der Straße zwischen Tved und Torup, auf der Halbinsel Mols in Djursland in Jütland in Dänemark. Er stammt aus der Jungsteinzeit etwa 3500–2800 v. Chr. und ist eine Megalithanlage der Trichterbecherkultur (TBK).
Sein einst deckender (wahrscheinlich runder) Hügel ist fast vollständig entfernt und die 1,9 m hohe Kammer mit einem Innendurchmesser von 2,75 m steht frei. Etwa ein Drittel des Decksteins ist durch Sprengung verloren gegangen, der größere Teil ruht noch auf vier Orthostaten. Der gesamte Zugangsbereich wurde zerstört.
In der Nähe liegt der Dolmen von Strands.